# Aleram de Montferrat
Aleram (? – 991) va ser marquès de Montferrat, fundador de la casa dels Alerams (Aleramici). El seu domini fou anomenat també Marca Aleràmica.

## Biografia
Existeixen poques informacions sobre el marquès Aleram. Era fill d'un comte de nom Guillem (situat a les llistes com a Guillem I de Montferrat tot i que mai hauria regit una marca o tingut aquest títol) que podria ser el Guillem que va anar a Itàlia el 888 amb Guiu III de Spoleto. Aleram apareix per primera vegada en un document de juliol del 933, en el qual és citat com «Fidelis noster Alledramus comes» i rep com a feu un "corte" (pagus) a la regió de Vercelli de mans d'Hug d'Arle rei d'Itàlia, i de Lotari II d'Itàlia. El febrer del 935 Aleram va obtenir la investidura de terres a la regió d'Alessandria (municipi del Piemont) (per tant dins el comtat d'Acqui). A cap document, el comtat del qual fou titular, ni el comtat del seu pare Guillem, són esmentats.
Aleram hauria estat nomenat marquès el 958 per Berenguer II d'Itàlia, en haver-se casat amb la filla d'aquest últim, Gerberga d'Ivrea, en segones noces. Tanmateix, el 961 Aleram es va col·locar del costat d'Otó I del Sacre Imperi, que el 23 de març del 967 li va donar nombroses terres incultes al Langhe entre el Tanaro, l'Orba i la mar. La investidura fou concedida a petició expressa d'Adelaida de Borgonya, filla de Rodolf II de Borgonya, esposa d'Otó I des del 951 i anteriorment dona de Lotari II. Aquests esdeveniments confirmen la fidelitat d'Aleram (com anteriorment el seu pare Guillem) a la família de Rodolf de Borgonya en raó a un probable origen borgonyó.
Del primer matrimoni amb la llegendària Adelàsia (o Alàsia), Aleram va tenir tres fills, Otó, Anselm i Guillem (Guillem II de Montferrat, mort abans del 961) dels quals es coneix poca cosa. Probablement, a la mort del seu pare, els dos fills supervivents administraren junts els territoris fins i tot si van començar a delimitar les seves zones d'influències: és així com els Alerams de Montferrat (terme, en aquell temps molt imprecís) es van originar d'Otó i els Alerams de Savona d'Anselm (es compten entre ells els Del Vasto i els Del Carretto). La separació completa del patrimoni no es va produir fins a un segle més tard.

## La llegenda d'Aleram
Una vella llegenda, pot ser que registrada pel cronista de Montferrat Fra Iacopo d'Acqui durant el regnat d'un descendent d'Aleram, Guillem VII de Montferrat, indica que el marquès Aleram hauria nascut prop d'Acqui Terme en el transcurs d'un pelegrinatge. Sent orfe, Aleram es va allistar a l'exèrcit imperial i va entrar a la cort de l'emperador on va conèixer Alasia la filla de l'emperador Otó I i, de la trobada, va néixer un sentiment tendre.
Incapaç d'evocar la cosa a la majestat, tement un rebuig per al seu matrimoni, els dos amants van fugir a les terres d'Aleram. No aconseguint viure sense portar una vida de combat, va tornar a l'exèrcit d'amagat. Quan l'emperador Otó es va assabentar dels fets, va desitjar trobar el jove valent i quan foren localitzats, va perdonar els dos amants i va concedir a Aleram, en un impuls de generositat, tantes terres com aconseguís recórrer a cavall sense parar-se. El territori així recorregut fou el Montferrat del qual el nom deriva de mun (pedra) i de frà (ferrar), és a dir les pedres utilitzades per ferrar els cavalls i que llançava darrere d'ell com a prova del territori recorregut.
Existeix diferents variants de la llegenda, com a la que vol que Aleram hauria obtingut els seus territoris després d'haver encavalcat tres dies i tres nits i que el nom de Montferrat deriva a conseqüència d'haver utilitzat una pedra (mòn) per ferrar el cavall que l'havia perdut de la seva ferradura (fér) durant la carrera. Altres expliquen el nom de Montferrat pels nombrosos castells fortificats que són presents sobre el territori. En aquest cas, el present d'Otó provindria, no de l'amor d'Aleram per a la filla d'Otó sinó del valor demostrat en el moment de l'alliberament de sarraïns a la Ligúria occidental i al Piemont.